# Alpina baldensis
Alpina baldensis là một loài bướm đêm trong họ Geometridae.